# Hellmut Aichele
Hellmut Aichele (* 16. Februar 1902 in Ohrnberg; † 1. August 1975 in Stuttgart) war ein deutscher Organist, Musikpädagoge, Chorleiter und Komponist.

## Leben und Werk
Aichele studierte von 1917 bis 1923 zunächst am Lehrerseminar Künzelsau. Von 1924 bis 1929 studierte er an der Musikhochschule Stuttgart. Von 1930 bis 1933 und 1936/1937 studierte er Musikwissenschaft an der Universität Tübingen. Hier promovierte er mit einer Arbeit über Leben und Werk des Organisten Otto Scherzer (1821–1886).
Aichele wirkte von 1929 bis 1954 als Kantor und Organist an der Leonhardskirche in Stuttgart. 1952 wurde er zum Kirchenmusikdirektor ernannt. Ab 1952 wirkte er auch als Gymnasiallehrer für Musik. Ab 1956 war er auch als Musikberichterstatter für die Stuttgarter Zeitung tätig. Darüber hinaus wirkte er als Konzertorganist und Chorleiter. Seit 1962 lehrte er an der Pädagogischen Hochschule Stuttgart/Ludwigsburg. 1966 wurde er dort zum Professor ernannt.
Als Komponist schuf er zahlreiche geistliche und weltliche Chöre, Orgel- und Klavierwerke und diverse Liedsätze. Aichele hat mehrere Liederbücher herausgegeben.